# Сідон (еялет)
33°33′00″ пн. ш. 35°23′00″ сх. д. / 33.55° пн. ш. 35.3833° сх. д.
Еялет Сідон (Сайда) або пашалик Акка (осман. ایالت صیدا) — адміністративно-територіальна одиниця Османської імперії. Існував у 1614—1615 та 1660—1864 роках. Утворився з частини еялету Дамаск (на теперішніх землях Лівану та Ізраїлю). У 1861 році з санджаків еялету утворився мутасаррифат Гірського Лівану, а 1864 році решту було доєднано до вілайєту Сирія.

## Історія
Після перемоги над мамлюками в битві при Мардж Дабік 1516 року місто Сідон увійшло до складу Османської імперії. Згодом воно отримало статус санджаку у складі Дамаскського бейлербейства. У 1585 році планувалося утворити самостійне бейлербейство Сідон, втім цьому завадив спротив місцевих феодалів, а особливо емірату аль-Шуфа. У 1614 році після повалення правителя останнього Фахр аль-Діна II оголошено про створення Сідонського еялету. Втім у 1615 році він припинив своє існування, внаслідок відновлення прав аль-Шуфи.
Лише у 1660 році еялет було відновлено. Його територія була досить обмеженою. До складу увійшов васалий емірат аль-Шуфа, де правила династія Маанідів. Першим адміністративним центром стало місто Цфат. Але того ж року перенесено до міста Сідон. Деякий час посаду паші обіймали представники Маанідів. У 1658—1667 роках еялет суттєво постраждав під час Друзької війни за владу. після цього керування провінцією перебрали турецькі чиновники. З 1740 року починається боротьба між шиїтами роду хамада та сунітами Шіхабами 9емірами в Лівані). Згодом до протистояння долучився рід Зейнабі.
У 1750 році санджак Акка став центром самостійних володінь Захір аль-Умара, який у 1771 році оволодів усім еялетом Сідон, а невдовзі й еялетом Дамаск. Цьому сприяли поразки османського війська та флоту у війні з Російською імперією. Було укладено союз з Росією та Алі-беєм, що захопив владу в Єгипті. Після завершення війни з Російською імперією та приборкання єгипетських мамлюків війська Османської держави у 1775 році розбили Захір аль-Умара, а його незалежну державу ліквідували. Слідом за цим відновлено кордони еялетів Сідон та Дамаск.
У 1775 році адміністративний центр провінції перенесено до Акки. У 1799 році під час єгипетської кампанії Наполеона Бонапарта еялет стає важливою опорою османів у Палестині, особливо запеклий спротив чинила залога Акки. завдяки цьому було врятовано Дамаск, а французи відступили до Єгипту.
У 1832 році під час османо-єгипетської війни війська Ібрагім-паші захопили Акку та весь еялет. Останній за умовами Кютахійського мирного договору 1833 року еялет Сідон (Акка) увійшов до складу держави Мухаммеда Алі. Лише у 1840 році внаслідок підтримки з боку Великої Британії, Пруссії, Австрії, Росії османській імперії вдалося повернути владу в провінції. 1841 року адміністративний центр перенесено до Бейрута.
Втім вже у 1841 році проти османської адміністрації повстали друзи. Після цього влада султанів у Гірському Лівані була не надто міцною, весь час тривали конфлікти між мусульманами і християнами. У 1842 році за пропозицією впливового австрійського дипломата Клемента фон Меттерніха султан Абдул-Меджид I наказав розділити Гірський Ліван на 2 каймаканства: друзьке (на півдні) та маронітське (на півночі).
Але зрештою це призвело до різанини християн у 1860 року. Внаслідок цього відбулося французьке втручання у справи християн на Близькому Сході. Війська Франції зайняли Бейрут. У 1861 році створено автономний санджак (мутасаррифат) Гірського Лівану. У 1864 році рештки Сідонського еялету приєднано до Сирійського вілайєту.

## Структура
У 1660 року складався з 2 санджаків: Сідон (Бейрут) та Сафад.
У 1841 році кількість санджаків збільшено до 7: Бейрут, Акка, Сідон, Тір, Наблус, Назарет, Тиверіада.

## Національно-релігійний склад
Переважали араби-суніти. Втім також були представлені друзи, мароніти, інші представники християнських конфесій, юдей.

## Економіка
Наявність в еялеті значних портів — Бейрута, Сідона, Акки — сприяло розвитку посередницької торгівлі. У 1758 році невеличке поселення Хайфа перетворено на значний порт. З кінця XVIII ст. завдяки встановленню прямих торговельних зв'язків є Європою (насамперед Францією) починається піднесення економіки еялету. Через порти османської провінції ввозиться індиго, кава та цукор з островів в Вест-Індії, тканини, метали, папір. Вивозилися бавовна, шовк, тканини з них, марена, фрукти, тютюн, мило. Обсяг торгівлі через порти еялети коливався від 900 до 4 млн франків на рік (знижувався у зв'язку з війнами). При цьому імпорт переважав експорт.
У XIX ст. розвинулася торгівля між портами османської імперії, налагоджено зв'язки Сідона, Акки, Хайфи та Бейрута з Салоніками, Олександрією, Дамієттою, Стамбулом, Хіосом.

## Паші
- Абідін Паша (1685)
- Каваноз Ахмед Паша (1691/92 — 1694/95)
- Ель-Мір Віссам бен Авад (1698—1700)
- Кублн Паша аль-Матарджі (1700—1703)
- Арслан Паша аль-Матарджи (1703—1706)
- Башир Паша аль-Матарджи (1706—1712)
- Утман Паша Абу Тавк (1712—1715)
- Башир Паша аль-Матарджи (1715—1717)
- Утман Паша Абу Тавк (1717—1718)
- Генч Ахмед Паша (1716—1718)
- Дамат Хафіз Ахмед Паша (1722—1723/1724)
- Ахмед Паша Абу Таук (1723—1725)
- Умман Паша Абу Тавк (1725—1726)
- Абдулла Паша Кепрюлю (1726—1728)
- Сулейман Паша аль-Азм (1728—1730)
- Ахмед Паша Абу Тавк (1730—1734)
- Сааведдін Паша аль-Азм (1734—1737)
- Ібрагім Паша аль-Азм (1737—1741)
- Асад Паша аль-Азм (1741—1742)
- Якуб Паша (1742)
- Ібрагім Паша аль-Азм (1742—1744)
- Сааддін Паша аль-Азм (1744—1748)
- Утман Паша аль-Мухассіл (1748—1750)
- Мустафа-паша аль-Кавлас (1750—1752)
- Сааведдін Паша аль-Азм (1752—1753)
- Мустафа-паша аль-Кавлас (1754—1755)
- Мустафа Паша аль-Азм (1755—1756)
- Сааведдін Паша аль-Азм (1756—1759)
- Нуман Паша (1760—1763)
- Мухаммед Паша аль-Азм (1763—1770)
- Дервіш Паша аль-Курдж (1770—1771)
- Захір аль-Умар (1771—1775)
- Джеззар Паша (1775—1804)
- Сулейман Паша аль-Аділ (1804—1819)
- Башир Шіхаб (1819), також емір Лівану
- Абдулла Паша (1820—1822)
- Дервіш Мехмед Паша (1822)
- Мустафа-паша (1822—1823)
- Абдулла Паша (1823—1832)
- єгипетське правління (1832—1840)
- Кесе Ахмед Зекерія Паша (1840—1841)
- Хасекі Мехмед Селім Паша (1841)
- Ізет Ахмед Паша (1841—1842)
- Мустафа-паша (1842)
- Селім Паша (1842)
- Омар Паша (1842)
- Асад Мехмед Мухліс Паша (1842—1845)
- Йозгатлі Мехмед Векіхі Паша (1845—1846)
- Мюхендіс Мехмед Каміл Паша (1846—1847)
- Мустафа Шерифі Паша (1847—1848)
- Саліх Вамік Паша (1848—1851)
- Пепе Мехмед Емін Паша (1851—1852)
- Саліх Вамік Паша (1852—1855)
- Махмуд Недім Паша (1855)
- Саліх Вамік Паша (1855—1857)
- Арнауд Мехмед Куршид Паша (1857—1860)
- Фуад-паша (1860 р. — 1861.)
- французька окупація (1860—1861)
- Кайсерілі Ахмед Паша (1860—1863)
- Мехмед Кабулі Паша (1863—1864)
- Мехмед Куршид Паша (1864—1865)